# Oznaczenie numeru druku
Oznaczenie numeru druku (ang. printer's key, printstrip, niem. Druckziffernleiste) to ciąg cyfr i liczb zapisany na stronie redakcyjnej książek (głównie angielskich i niemieckich), przy pomocy którego oznacza się numer i (często także) rok druku. Występuje przede wszystkim w tekstach literackich, podręcznikach i mediach mających charakter pomocy naukowych, których wydawanie jest często wznawiane.
Przykładowy zapis może wyglądać tak:
| 1 2 3 4 5 6 7 8 9 10 |

W ten sposób oznaczono pierwszy druk w tym wydaniu książki. Najniższa z widocznych cyfr wskazuje numer druku. Przy kolejnych dodrukach cyfry są usuwane. Jeśli więc w ciągu cyfr widoczna jest cyfra "1", mamy do czynienia z pierwszym drukiem. W przypadku drugiego druku cyfra "1" zostaje usunięta, a najniższa z widocznych cyfr - a więc "2" - oznacza, że mamy do czynienia z drugim drukiem.

## Przykłady
- Oznaczenie numeru druku zazwyczaj wygląda następująco:

| 10 9 8 7 6 5 4 3 2 1 |

| 1 2 3 4 5 6 7 8 9 10 |

| a b c d e f g h i j k |

- Czasem cyfry nie występują kolejno po sobie, lecz pojawiają się rosnąco raz po prawej, raz po lewej stronie:

| 2 4 6 8 10 9 7 5 3 1 |

Ma to na celu utrzymanie tego ciągu cyfr na środku linii nawet wtedy, gdy zostają usunięte kolejne cyfry.
- Innym często pojawiającym się formatem zapisu oznaczenia numeru druku jest połączenie numeru druku z rokiem, w którym się pojawił

| 5 6 7 8 21 20 19 18 |

Ten zapis oznacza piąty druk z 2018 roku.
Poniżej dwa przykłady różnych druków tej samej książki:

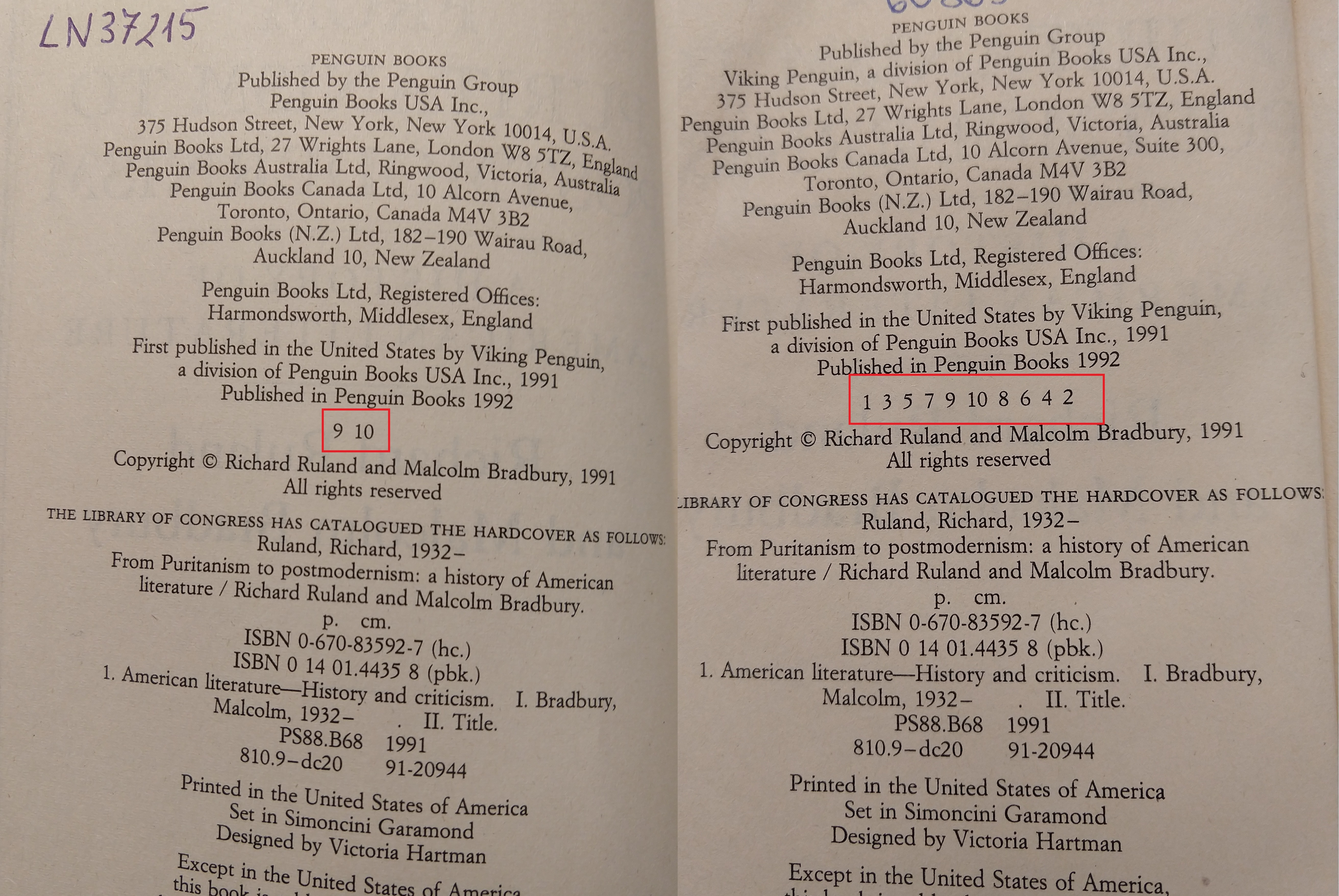
Druk dziewiąty i pierwszy książki "From puritanism to postmodernism" wydanej przez Penguin Books

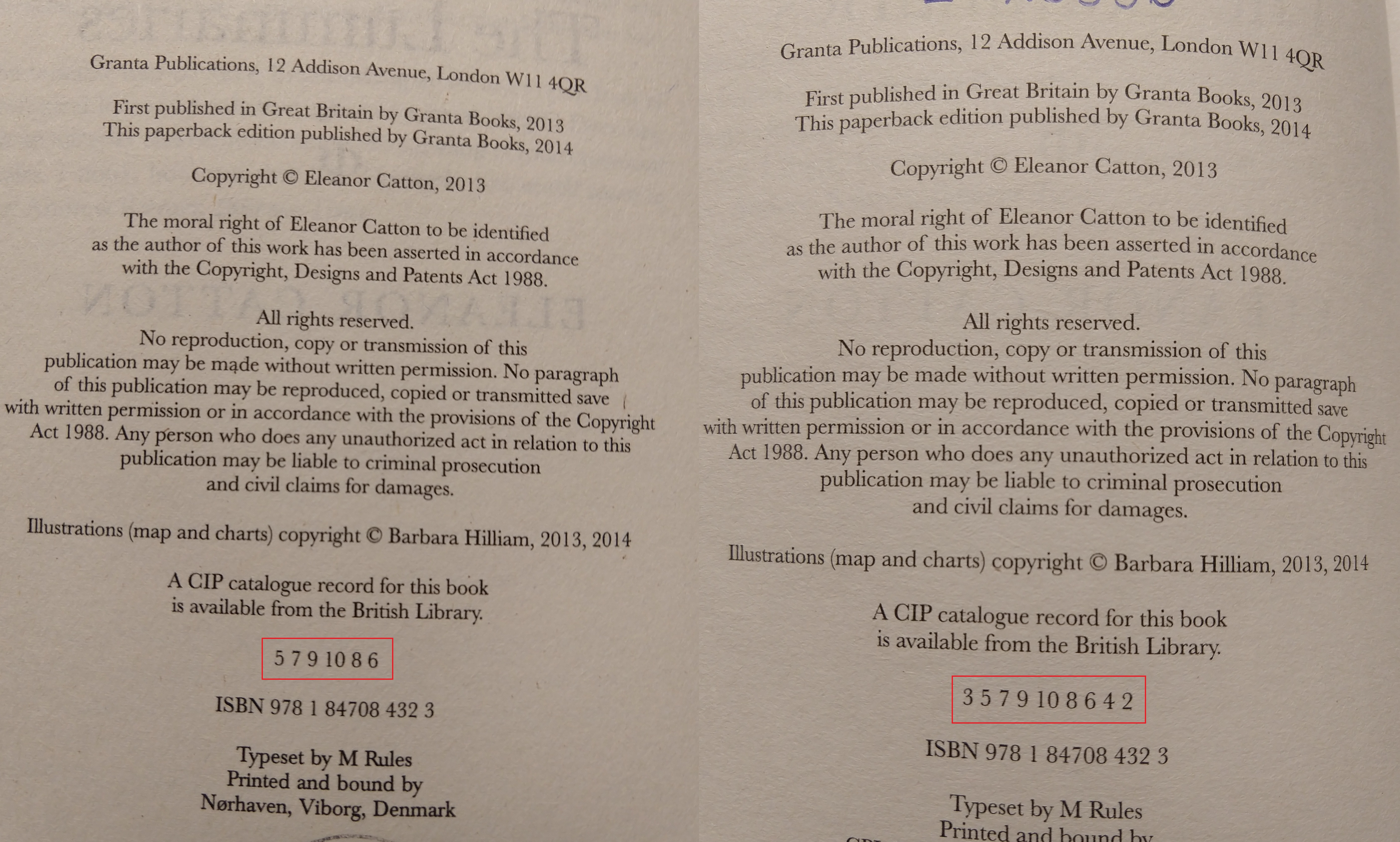
Druk piąty i drugi książki "The luminaries" wydanej przez Granta Books

### Niemieccy wydawcy

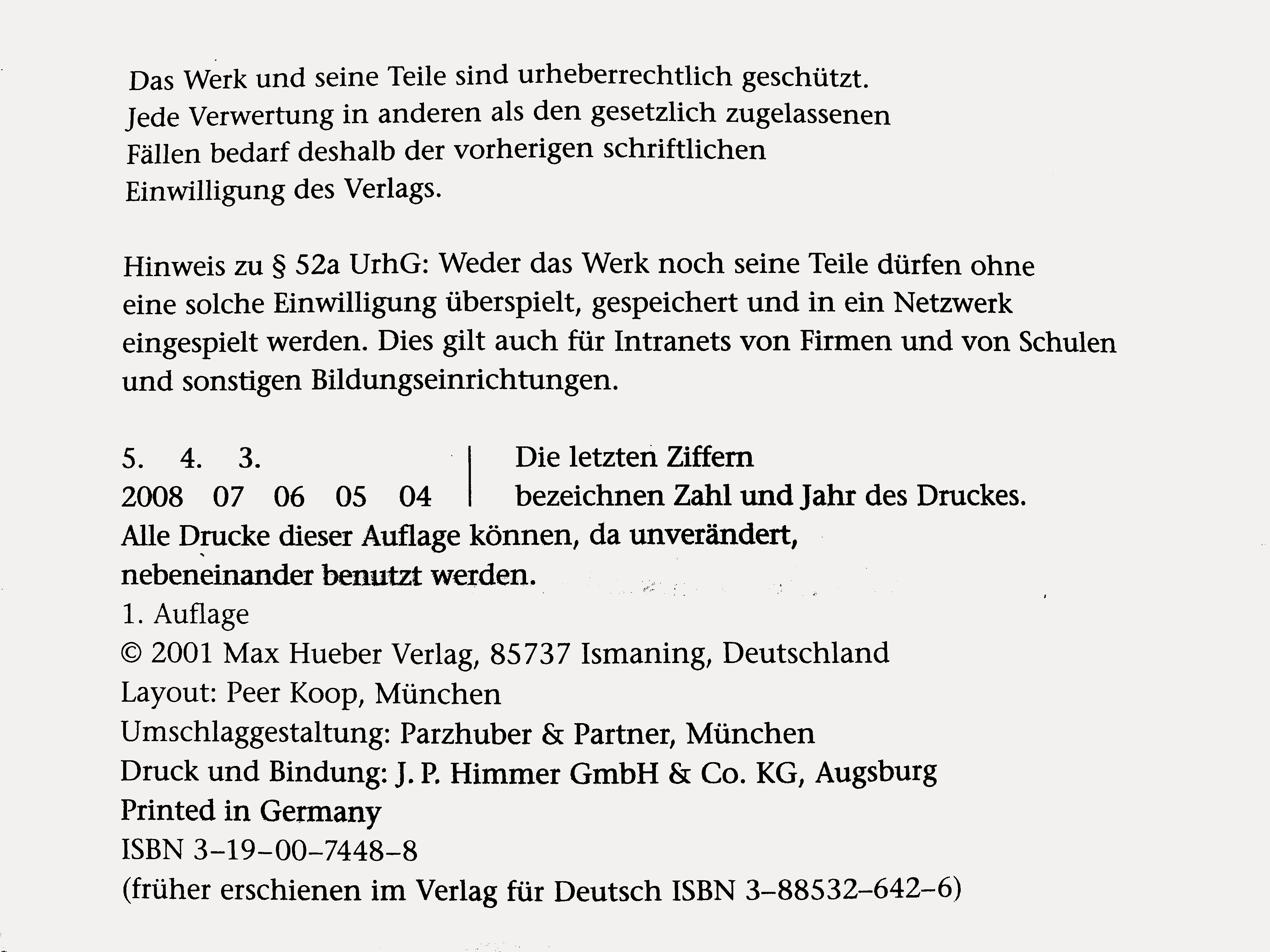
W tym wypadku mamy więc do czynienia z trzecim drukiem z 2004 roku.

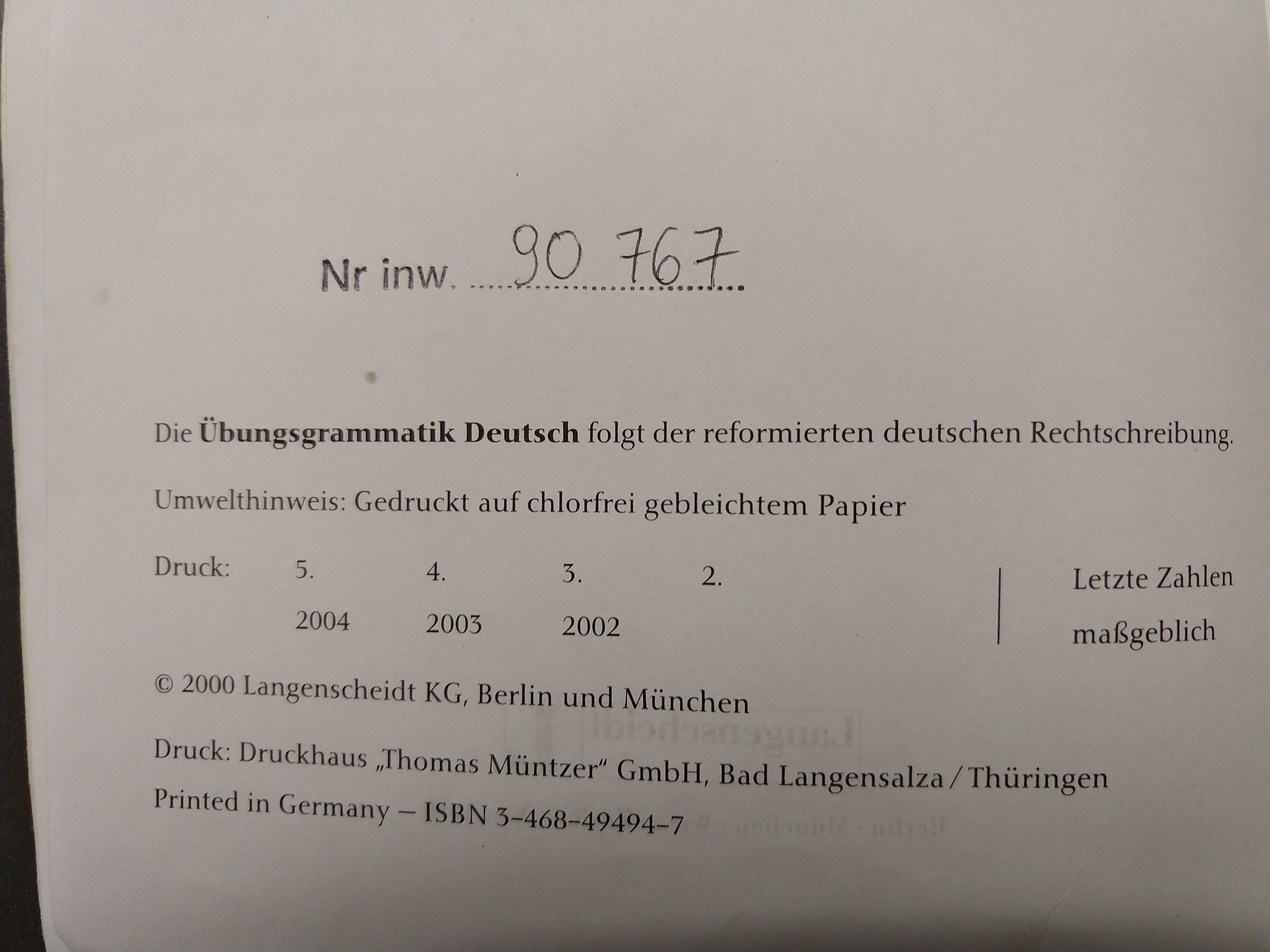
Tutaj zapis wskazuje na drugi druk z 2002 roku.

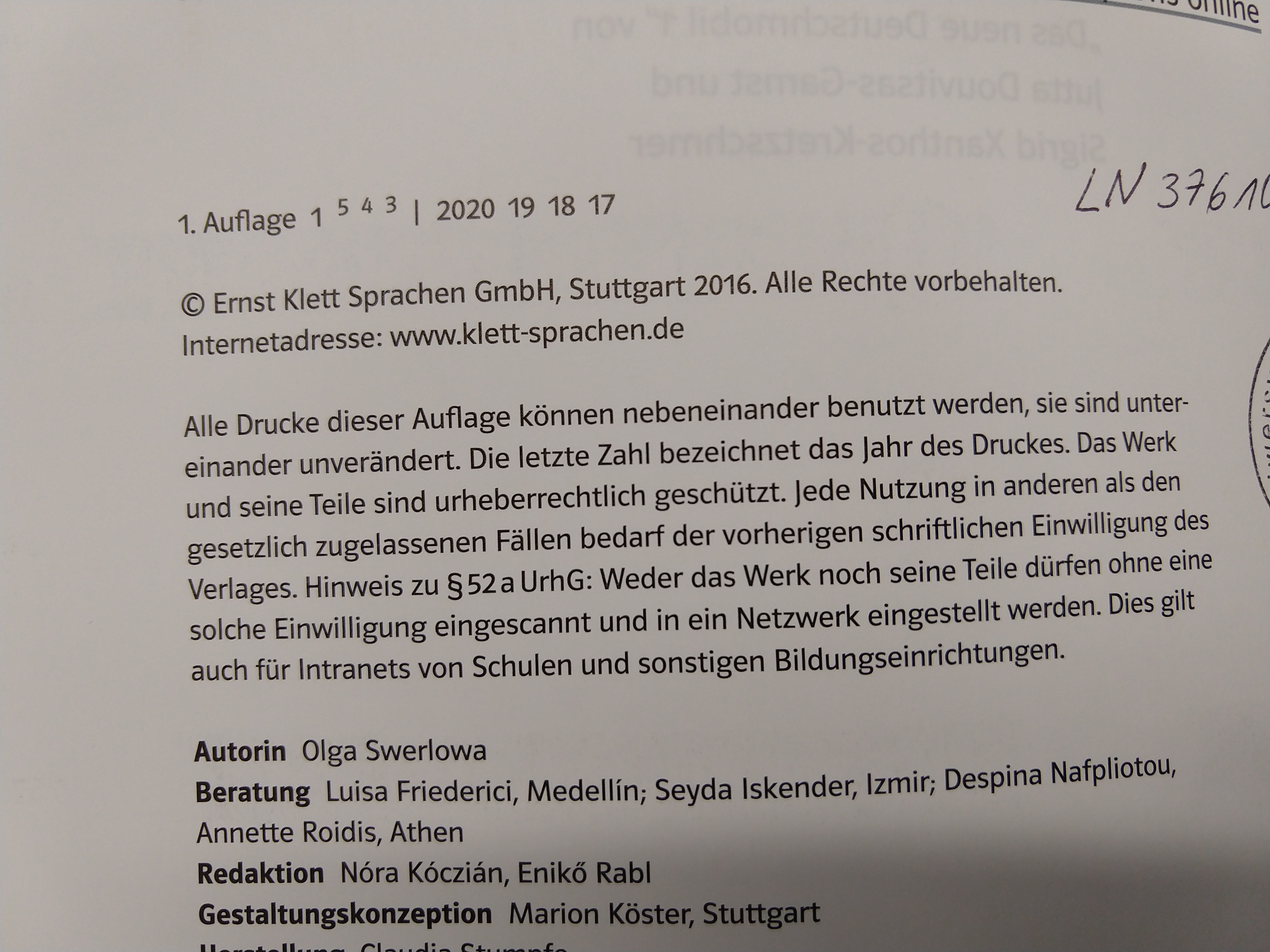
To oznaczenie informuje nas o trzecim druku pierwszego wydania z 2017 roku.

### Anglojęzyczni wydawcy

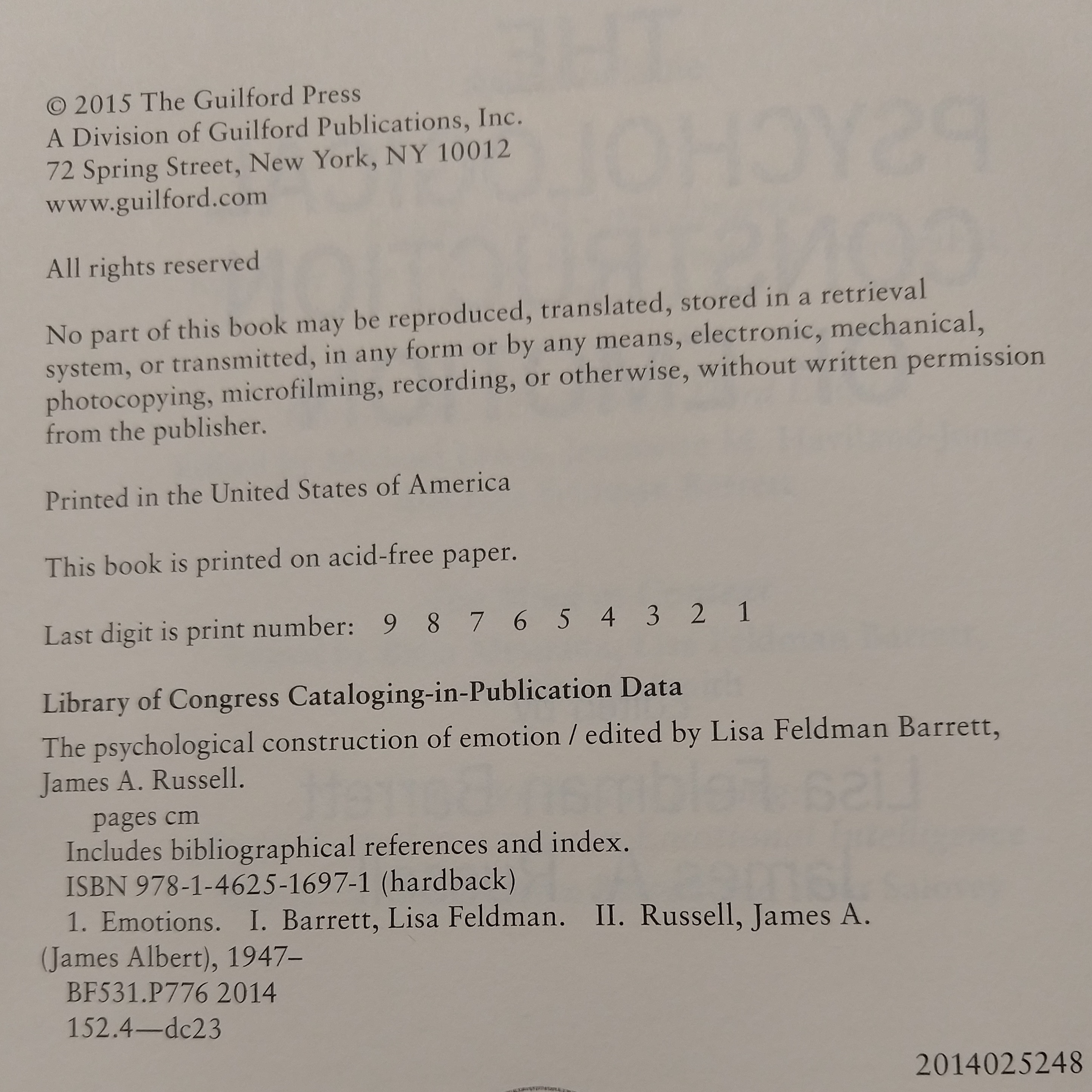